# Climat de Noirmoutier
Le climat de l'île de Noirmoutier est de type océanique. L'influence océanique est très importante mais avec une sécheresse estivale de juin à août. En hiver l'île est appelée « Île aux Mimosas ». Les hivers sont doux et humides et il gèle rarement, les étés sont modérément chauds.
La température moyenne annuelle est de 12,8 °C et la période végétative dure 8 mois ce qui fait que la classification climatique Trewartha (en) lui attribue la lettre C, la sécheresse estivale est liée au fait que Noirmoutier se situe trop au sud pour avoir les perturbations du nord l'été et trop au nord pour avoir les orages du sud-ouest.
Ce genre de climat Csb selon Köppen se retrouve à la même latitude sur la côte ouest des États-Unis par exemple à Seattle.

## Données climatologiques depuis 1872 à Noirmoutier
Moyennes 1971/2000:
| Mois                              | jan. | fév.  | mars  | avril | mai   | juin  | jui.  | août  | sep.  | oct.  | nov. | déc. | année   |
| --------------------------------- | ---- | ----- | ----- | ----- | ----- | ----- | ----- | ----- | ----- | ----- | ---- | ---- | ------- |
| Température minimale moyenne (°C) | 4,3  | 4,5   | 5,9   | 7,5   | 10,7  | 13,2  | 15,4  | 15,6  | 13,8  | 10,9  | 7,3  | 5,4  | 9,6     |
| Température moyenne (°C)          | 6,7  | 7,1   | 9,1   | 11    | 14,4  | 17,2  | 19,4  | 19,6  | 17,4  | 14    | 10   | 7,8  | 12,8    |
| Température maximale moyenne (°C) | 9,1  | 9,7   | 12,2  | 14,5  | 18,1  | 21    | 23,5  | 23,6  | 21,1  | 17    | 12,7 | 10,1 | 16,1    |
| Ensoleillement (h)                | 87   | 136,4 | 181,7 | 225,7 | 254,6 | 291,3 | 274,2 | 258,8 | 232,6 | 149,4 | 107  | 112  | 2 324,7 |
| Précipitations (mm)               | 70,8 | 61,7  | 43,5  | 48,3  | 48,5  | 33,6  | 32,3  | 24,6  | 55,6  | 71,9  | 73   | 75,3 | 639,3   |

| Diagramme climatique                                  |            |             |             |              |            |              |              |              |            |           |             |
| J                                                     | F          | M           | A           | M            | J          | J            | A            | S            | O          | N         | D           |
| 9,14,370,8                                            | 9,74,561,7 | 12,25,943,5 | 14,57,548,3 | 18,110,748,5 | 2113,233,6 | 23,515,432,3 | 23,615,624,6 | 21,113,855,6 | 1710,971,9 | 12,77,373 | 10,15,475,3 |
| Moyennes : • Temp. maxi et mini °C • Précipitation mm |            |             |             |              |            |              |              |              |            |           |             |

## Micro-climat entre Pornic et Noirmoutier
Pornic et Noirmoutier ont un point commun: une sécheresse estivale, et une mer pas très chaude. Mais la Baie de Bourgneuf connait des eaux plus chaudes grâce à la vase qui à marée basse chauffe l'eau de la baie localement (Au niveau des plages) atteignant son maximum vers Lyarne et le Port du Collet aux Moutiers en Retz. Les températures de l'air y sont donc localement dans certains endroits plus élevées qu'aux alentours, créant des différences relativement importantes en fonction de l'orientation du vent, de la température de la mer et du temps.

## Station de référence pour le sud de laLoire-Atlantique
La station de Noirmoutier sert en partie de référence pour le Sud de la Loire-Atlantique qui ne dispose notamment d'aucun relevé d'ensoleillement (Nantes est dans les terres et Saint Nazaire est au nord de la Loire de plus à Montoir un peu dans les terres) ce qui permet d'estimer un ensoleillement dépassant les 2 200 heures pour le littoral sud de la Loire-Atlantique (Côte de Jade)[réf. nécessaire].  À noter que pour une latitude de 47°, le climat a une rare douceur.